# Egon von Neindorff (dressage)
Pour les articles homonymes, voir Egon von Neindorff.
Egon von Neindorff (1er novembre 1923 à Döbeln - 19 mai 2004 à Karlsruhe)  est le fondateur et directeur d'une école d'équitation à Karlsruhe où il a enseigné et formé des chevaux de dressage.
Il a été un professeur de renommée mondiale et ses méthodes sont la norme pour l'école allemande. Un de ses célèbres élèves est  Erik Herbermann, auteur de méthode de dressage. Von Neindorff est auteur d'un livre  L'Art de l'équitation classique.
Egon Von Neindorff  a d'abord appris l'art de l'équitation de son père, et plus tard de Felix Bürkner, Richard Wätjen, Ludwig Zeiner, Otto Lörke et aussi d'Aloïs Podhajsky. Egon Von Neindorff fonde la première école d'équitation après la Seconde Guerre mondiale, d'abord en se concentrant sur des joutes. En 1949, il déménage son école à Karlsruhe, où il restera jusqu'à sa mort. Il a été décoré de l'ordre du Mérite de la République fédérale d'Allemagne et de la croix de Reitmeister allemande en or (dressage). Il est enterré au cimetière principal de Karlsruhe.

## Fondation
En 1991, Egon von Neindorff crée la fondation "EGON-VON-NEINDORFF-STIFTUNG", avec plus tard le soutien de l'État du Bade-Wurtemberg et de la ville de Karlsruhe. Son objectif est la préservation du dressage classique au niveau de l'école secondaire de formation par des chevaux et des cavaliers de talent avec des efforts particuliers pour soutenir les jeunes cavaliers.
La fondation poursuit ses enseignements sur le site historique de Karlsruhe, une ancienne caserne de télégraphe à l'ouest de Karlsruhe, couvrant une zone fermée d'environ 10 000 mètres carrés.
Elle offre des chevaux de différents niveaux de formation pour le public. des leçons d'équitation pour les groupes (adultes et enfants) ont lieu sur une base quotidienne. D'autres prestations comprennent des leçons d'équitation privées, des leçons de voltige, et une formation de maintien et de posture dans les nostalgiques.

## Association
L'Association pour l'Art classique d'équitation suivant Egon von Neindorff a été fondée en 1989. Son but est de soutenir le dressage classique telle qu'elle est enseignée à l'Institut et de le préserver pour l'avenir. elle travaille pour garder l'esprit vivant de l'interaction entre l'homme et le cheval, comme enseigné par Egon von Neindorff et démontré par lui tout au long de sa vie.

## Sources
- (en) Cet article est partiellement ou en totalité issu de l’article de Wikipédia en anglais intitulé « Egon von Neindorff (dressage) » (voir la liste des auteurs).